# Franz Philipp von Plotho
Franz Philipp Freiherr von Plotho (* 1657 in Stegelitz; † 14. Juni 1714) war ein preußischer Generalmajor.

## Leben

### Herkunft
Franz Philipp entstammte dem hochfreien Adelsgeschlecht von Plotho. Er war der Sohn von Hans Gebhard von Plotho (* 1632; † 4. Mai 1671), Herr auf Stegelitz, und dessen Ehefrau Anna Christine, geborene von Rautenkrantz.

### Militärkarriere
Plotho war ab 16. Juli 1690 Major beim Bataillon „Holstein“ und nahm am Feldzug 1690/97 gegen Frankreich teil. Er kämpfte bei Fleurus, Steenkerke sowie Neerwinden und war bei den Belagerungen von Namur, Huy und Ath. Während des Feldzuges wurde Plotho am 19. Februar 1695 Oberstleutnant sowie am 4. März 1696 Oberst. Als solcher wurde er am 28. März 1699 Kommandeur des Bataillons und kurz drauf Kommandeur des Infanterieregiments „Holstein-Beck“. Mit seinem Regiment kämpfte Plotho 1702/10 während des Spanischen Erbfolgekrieges erneut gegen Frankreich.
Er machte die Belagerungen von Bonn und Kaiserslautern mit und wurde nach der Schlacht bei Malplaquet am 15. September 1709 zum Generalmajor befördert.

### Familie
Plotho war mit Agnes Maria von Ravenschoot verheiratet.